# Azhy Robertson
Pour les articles homonymes, voir Robertson.
Azhy Robertson, né le 12 janvier 2010 à New York (État de New York), est un acteur américain.

## Filmographie

### Cinéma
- 2017 : Pire Soirée : Charlie (non crédité)
- 2018 : Juliet, Naked : Jackson
- 2018 : Furlough :  Johnny Benson
- 2018 : Beyond the Night : Lawrence Marrow
- 2018 : Even After Everything : Wesley Warren
- 2019 : Après le mariage : Otto
- 2019 : Marriage Story : Henry Barber[1]
- 2020 : Come Play : Oliver[2]

### Télévision

#### Séries télévisées
- 2016 : Les mystères de Laura : Eli
- 2016 : New York, unité spéciale : Ali Kapic (saison 18, épisode 1)
- 2018 : The Americans : Ilia (2 épisodes)
- 2020 : The Plot Against America : Phillip Levin (6 épisodes)
- 2021 : Gossip Girl : Milo Sparks[3]
- 2021 : Invasion : Luke Malik (10 épisodes)[4]